# 2022年6—7月澳門2019冠狀病毒病聚集性疫情相關反應與影響
2022年6－7月澳門2019冠狀病毒病聚集性疫情對澳門本地相關反應與影響，介紹在2022年澳門2019冠狀病毒病聚集性疫情期間，在澳門本地各政府部門、大型機構、公共場所及學校停課的相應安排並作出相關的反應與影響，以及實施「全澳相對靜止管理」措施詳情。

## 概述
因應澳門爆發新一輪疫情，在2022年6月19日上午，行政長官賀一誠前往民防行動中心，聽取各部門應對新一輪疫情的工作匯報及瞭解疫情防控工作的最新進展，並作出重要工作指示，要求全力做好防疫工作，把全澳市民的安全放在首位。賀一誠表示，今次疫情來得突然，且傳播迅速，特區政府隨即按照既定的分區分級精準防控方案，迅速根據風險程度，對有關人士的居住和工作地點採取封控和防範措施，劃出多個紅碼區和黃碼區，並全速進行流調追蹤。
2022年7月19日，行政長官賀一誠到民防行動中心，聽取新型冠狀病毒感染應變協調中心及民防架構成員匯報一個月以來應對本輪疫情的抗疫工作匯報，並統籌及部署下一階段的防疫抗疫工作，指示各部門必須查找不足及時完善和全力做好以盡快達至社會面清零，讓社會早日回復到正常運作的軌道。

## 澳門本地日常生活應對
- 2022年6月19日，民防行動中心向在澳人士作呼籲除因前往超市、街市購物等維生原因不要離開住所，所有餐廳食肆僅打包外賣不接受堂食[3]。
- 市政署收到禁堂食通知後，派員巡查本澳各區食肆及餐飲場所，提醒場所只可提供外賣，暫停堂食，場所負責人均表示理解目前情況，盡量配合。如發現食肆仍提供堂食，會作出勸喻，要求負責人配合，市政署呼籲食肆配合防疫工作[4]。
- 在6月19日緊急防疫記招中，政府呼籲除維生需要場所以外，例如超市和街市，所有對外開放場所停止營業，食肆不設堂食，非緊急情況下市民留家勿外出，希望市民配合。並主要希望以呼籲形式讓場所停業，因為若出批示要求場所停運，違反條例人士將面臨刑事起訴，政府期望業界及市民自覺遵守防疫，減少市面上人員流動，盡快遏止疫情[5]。
- 市政署表示供澳各鮮活食品正常供應，南光和南粵公司已加大供澳鮮活食品量，在防疫工作期間並不影響本澳的鮮活食品供應，貨源穩定充足[6]。
- 經濟及科技發展局與澳門消費者委員會已要求各零售商確保糧油副食等各項民生必需品的供應穩定，並到市面各區進行巡查，瞭解超市等零售點的物資供應情況以及店鋪對各項措施的執行情況[7]消委會和經科局持續監察民生物資供需情況，掌握到現時物資供應充足，超市等商號按時加快貨物運輸及上架，呼籲居民理性採購，經科局與消委會繼續加強巡查，保障居民消費權益[8]。
- 藥物監督管理局已聯絡藥物供應商及藥房業界，要求確保民生基本藥物、口罩及消毒液等防疫抗疫用品的穩定供應，有關產品的庫存充足、貨源穩定，並會因應銷售情況及需求量及時補充[9]。
- 市政署聯同澳門屠宰場於6月20日啟動防疫預案，屠宰場員工分兩組錯開輪值上班，避免因個別人員確診導致全體人員被隔離，屠宰場停擺[10]。
- 市政署於6月22日宣佈受屠房人力資源制約，6月23日起暫停活牛供應，活豬供應不受影響，預計仍有逾300頭抵澳。為穩定鮮肉的供應和價格，市政署聯同澳門屠宰場由本月20日起啟動防疫預案，員工分兩組輪值提早開工，避免因個別員工確診而全體人員被隔離，導致屠宰場停止運作，有關啟動至6月22日，新鮮肉類較疫情前增加逾五成，又強調急凍與冰鮮肉類供應維持充足[11]。
- 大藥房商會表示，疫情爆發之初多了人購買清潔消毒用品，購買止痛退燒藥物亦較平日稍增，亦多了市民和機構諮詢及購買快速抗原檢測盒，但強調所有物品供應充足。有藥房負責人反映指，近日多了市民購買藥物和快速抗原檢測盒，但基本上供應穩定，並提到現時澳門對快速抗原檢測盒的採購量加大，市面的零售價亦普遍較便宜。

### 批示私人場所關閉及禁止堂食
6月23日中午，行政長官發出批示，為防止疫情在澳門特別行政區的傳播，自6月23日下午5時起，關閉所有的電影院、劇院、室內遊樂場、遊戲機及電子遊戲室、網吧、桌球室、保齡球場、蒸氣浴室、按摩院、美容院、健身院、健康俱樂部、“卡拉OK”場所、酒吧、夜總會、的士高、舞廳、歌舞廳、理髮店及向公眾開放的泳池；停止所有的餐廳、飲料場所及飲食場所向公眾提供在有關場地內進食及飲用飲品的服務，但不妨礙外賣服務的提供。

## 實施“全澳相對靜止管理”措施
2022年7月9日，行政長官發出批示，自2022年7月11日零時至7月18日零時，實施全澳“相對靜止管理”（葡萄牙語：Estado Relativamente Estático）措施：暫停所有從事工商業活動的公司和場所的運作，但是維持社會必要運作及居民生活所需的公司或場所不受影響。
2022年7月16日，行政長官根據《澳門特別行政區公報》頒布第119/2022號行政長官批示，自2022年7月18日零時至7月23日零時，所有從事工商業活動的公司、實體及場所繼續暫停營運，但是維持社會必要運作及居民生活所需的公司或場所不受影響。

### 暫停所有工商業公司場所運作
實行「相對靜止管理」措施期間，澳門將會暫停所有從事工商業公司和場所的運作，但維持社會必要運作以及居民生活所需的公司或場所不會受到影響。相關措施要求所有工商場所關閉，包括娛樂場，如違反有關規定，按《傳染病防治法》第30條第4款規定，最高可被判2年徒刑及科處240日罰金。
根據第102/2022號行政長官批示所規定的電影院、美容院、酒吧、理髮店及向公眾開放的泳池等場所繼續關閉；餐廳、飲料及飲食場所繼續只能提供外賣，不能堂食。
除了即批示中列明的三類情況之外，其他所有從事工商業活動的公司、實體及場所均須暫停營運一星期，當中包括娛樂場、建築地盤、裝修等都需要暫停。

### 維持社會必要運作以及居民生活所需服務
據行政長官發出行政長官根據《傳染病防治法》的有關規定，頒布第115/2022號及第119/2022號行政長官批示，以下三類公司、實體及場所除外：
- 提供水、電、天然氣、燃料、電信、公共交通、垃圾收集等基本公共服務，以及酒店住宿、清潔衛生、物業管理、批發及運輸生活物資等維持社會必要運作所需的服務的公司或實體；
- 街市、超級市場、餐廳、飲料場所、飲食場所、藥房、衛生護理場所等維持居民生活所需的場所；
- 經主管部門例外批准的公司、實體或場所。

### “靜止”期間公共交通安排
2022年7月11日至17日，實行「相對靜止管理」措施期間，所有公共巴士路線服務基本暫停，輕軌服務全線暫停，的士維持正常營運。為方便部分從事維生工作的人士通勤和工作，交通事務局安排30條公共巴士路線轉為特別巴士專線，包括24條日間巴士路線和6條夜間巴士路線，新措施下巴士僅供抗疫醫護人員、公務人員、傳媒或維生行業（超市／保安／清潔）等人士乘搭，上車前需出示特別通行證。他以傳媒為例，可用相關監管機構提供證明以乘搭，上車時交予車長檢查，家傭亦可出示列明相關職務之有效藍卡作為乘車證明。

### 場所和所有人士必須實施嚴格防疫措施
根據2022年7月9日頒佈的第115/2022號行政長官批示及2022年7月16日頒佈的第119/2022號行政長官批示，因維持社會必要運作及居民生活所需而繼續運營的公司、實體及場所在提供服務時，須限制接待的人數，保持人員之間的距離，要求人員掃描“場所碼”。此外，行政長官批示還要求所有人員須留在住所，因執行必要的工作、購買生活物資，又或其他緊急原因必需外出時須佩戴口罩，成年人須佩戴KN95或以上標準的口罩，未成年人不具備條件時可佩戴其他標準的口罩。

### 違反“靜止”期間法律規定之後果
根據第115/2022號及第119/2022號行政長官批示的規定，包括暫停相關公司和場所的運作，非因執行必要工作、購買生活物資或其他緊急原因，所有人員須留在住所等，如違反會有一定的法律後果。違反者的刑事後果是觸犯《傳染病防治法》的相關規定，可被處以最高二年徒刑，或科最高二百四十日罰金。
警方將根據115/2022號及第119/2022號行政長官批示進行執法，包括派警員在公共地方巡邏及設路障，對車輛進行截查和了解相關人士之出行目的，如居民不屬批示內列明的例外情況，警方會進行執法，但需強調的是，警方會先勸籲後執法。此外，若居民因執行必要的工作、購買生活物資，又或其他緊急原因而必需外出時，沒有佩戴KN95或以上標準的口罩，也將會負上相關法律責任。
自2022年7月11日「相對靜止管理」實施後，警察總局民防行動中心協調澳門海關、司法警察局、治安警察局，聯同行政公職局及34個政府部門和機構到全澳各區進行巡邏及執法行動，首階段對違反措施的人士採取勸喻形式。往後，各部門將加強社區宣傳和巡邏執法行動，並對任何違反防疫措施的人士進行直接的檢控工作。

### “相對靜止措施”成效
2022年7月15日，澳門大學疫情研究團隊提出多個抗疫關注重點，在本輪疫情中超過六成暫列為無症狀感染者，但有三個重點值得注意。包括嚴守防疫原則防爆發，做好防疫關鍵措施，有助盡快截斷傳播鏈；“相對靜止”下堅守本份，結合全民核檢、重點人群核檢、自我抗原檢測、流行病學調查，使社會面個案逐漸減少；全民核檢有效識別無症狀感染者，本輪疫情陽性個案超過六成以無症狀感染者為主，多輪的全民核檢可以有效識別，為監控疫情和優化整體防疫策略提供客觀的動態數據。另外，研究團隊提出三點建議，包括針對高風險人群的建議去接種疫苗，尤其是長者和慢性病患者積極考慮盡快接種；按群組類別計算，餐飲業、保安及家務工作均為高發工種。對此，避免交叉感染最為關鍵，僱主應了解員工的住宿情況，盡量安排住宿於同一房間的員工於同一場所、同一區間、同一崗位工作；僱主亦應盡量安排上下班時間、辦公動線及出入口分流，並盡量避免工作人員於不同工作區域流動。針對高風險地區的建議，其中黑沙環及祐漢區佔最多，每1000名居民約6例個案，這些陽性個案高發區的家居及個人衛生尤為重要，一方面居民要嚴守防疫措施、做好防疫保護、盡量留家。創建數字化防疫體系，有必要利用資訊技術加快疫情的防控，以快制快。

### “相對靜止”期間執法情況
由2022年7月11日凌晨12時起，警察總局警務聯絡及公共關係處處長張健欣介紹，為配合特區政府的防疫工作，警察總局民防行動中心協調澳門海關、司法警察局、治安警察局，並聯同行政公職局及34個政府部門和機構各司其職，到全澳各區進行巡邏及執法行動，以及宣傳勸喻工作。首階段對違反措施的人士採取勸喻形式。往後，各部門將加強社區宣傳和巡邏執法行動，並對任何違反防疫措施的人士進行直接的檢控工作。
- 直至7月11日下午3時，當局共進行了905宗勸喻，首階段未有人士被檢控，勸喻的內容主要是涉及在公共地方跑步、在公園閒坐等，其次是外出時沒佩戴好口罩、沒佩戴符合規定的口罩，或遛放寵物等非必要活動。[24]
- 至7月12日凌晨0時至下午3時，跨部門共進行了810次勸喻工作。執法部門今日暫作出了3宗檢控，均涉及不配戴口罩的行為，由7月11日凌晨累計共檢控9宗。警察總局宣佈即時起，執法部門對於需要檢控的違法行為，將會以現行犯形式進行拘留，並立即送交檢察院及法院處理，司法機關會按情況，或會依法採用簡易訴訟程序的方式即審即判。[25]
- 至7月13日凌晨零時至15時，各部門共進行了588次勸喻工作，而執法部門共作出了6宗的檢控工作。自7月11日以來，累計共19宗因違反傳染病防治法而被檢控的案件。[26]為期七天的「相對靜止」狀態踏入第三日，當局對非必要情況下外出及違反《傳染病防治法》人士，實施簡易訴訟程序即審即判。初級法院同日對一宗沒有佩戴口罩、在街上吸煙個案作出審理，判處涉案者五個月徒刑，暫緩執行兩年，條件之一是兩個月之內向特區政府支付一萬元澳門幣。[27]
- 7月14日凌晨0時至下午3時，各部門共進行了505次的勸喻工作。自7月11日至7月14日下午3時，累計有25宗因違反《傳染病防治法》而被檢控的案件，主要與跑步和沒有佩戴好口罩有關。[28]
- 7月17日凌晨零時至15時，各部門共進行了567次勸喻工作。自7月11日以來，累計共27宗因違反《傳染病防治法》而被檢控的案件。[29]
- 7月18日凌晨零時至15時，各部門共進行了542次勸喻工作。自7月11日以來， 累計共27宗因違反《傳染病防治法》而被檢控的案件。[30]
- 7月19日凌晨零時至下午3時，各部門共進行了600次勸喻工作；自7月11日以來，累計共28宗因違反《傳染病防治法》而被檢控的案件。[31]
- 7月21日凌晨零時至15時，各部門共進行了629次勸喻工作。自7月11日以來，累計共29宗因違反《傳染病防治法》而被檢控的案件，新增了1宗。新增的1宗，涉及1名男子涉嫌在非緊急或必要的情況下開車前往沙灘的案件。[32]
- 自7月11日至22日，澳門處於「相對靜止」的期間，累計共29宗因違反《傳染病防治法》而被檢控的案件。[33]

## “鞏固期”期間相關措施
2022年7月20日，《澳門特別行政區公報》頒佈第123/2022號行政長官批示，規定自2022年7月23日凌晨零時至7月30日凌晨零時，除了維持社會必要運作及居民生活所需的公司或場所繼續正常運營之外，其他從事工商業活動的公司或場所在遵守衛生當局的防疫指引要求的前提下可有限度運營，但托兒所、購物中心內的店舖，以及樓宇的室內裝修工程仍須暫停營運。
2022年7月20日疫情記者會上，社會文化司司長歐陽瑜表示，「鞏固期」作用是主要防範疫情死灰復燃的情況，進入「鞏固期」的一段時間，居民逐步恢復正常工作何生活，並根據不同人群風險設定不同頻次核檢，鞏固防控疫情成果，盡快達「動態清零」的最終目標。她指「鞏固期」試行一周，如果疫情受控，研究進一步放寬措施。

### 批示中的公司、實體及場所可正常營運
根據《澳門特別行政區公報》頒布第123/2022號行政長官批示，規定自2022年7月23日零時至7月30日零時，下列公司、實體及場所可正常營運：
- 提供水、電、天然氣、燃料、電信、公共交通、垃圾收集等基本公共服務，以及酒店住宿、清潔衛生、物業管理、批發及運輸生活物資等維持社會必要運作所需的服務的公司或實體
- 街市、超級市場、餐廳、飲料場所、飲食場所、藥房、衛生護理場所等維持居民生活所需的場所
- 經主管部門例外批准的公司、實體或場所

### 公眾場所維持“靜止”期間關閉措施及禁止堂食
2022年7月23日至7月29日期間，除理髮店在遵守衛生當局防疫指引的前提下可有限度運營。第102/2022號行政長官批示所規定的電影院、戲院、室內遊樂場、遊戲機及電子遊戲室、網吧、桌球室、保齡球場、蒸汽浴室、按摩院、美容院、健身院、健康俱樂部、“卡拉OK”場所、酒吧、夜總會、的士高、舞廳、歌舞廳及向公眾開放的泳池繼續關閉；餐廳、飲料及飲食場所繼續只能提供外賣，不能堂食。
理髮店在“鞏固期”內可有限度營運，所有進入髮型屋的顧客均須持當日有效的綠色健康碼、掃瞄場所二維碼作行程記錄，以及佩戴KN95或以上標準的口罩。理髮店應透過預約等措施控制人流，安排顧客隔位就座，同時須加強毛巾、剪髮用具等物品的消毒清潔，持有美容院行政許可的髮型屋，只可進行髮型屋業務。

### 其他從事工商業活動的公司或場所有限度運營
根據新頒佈的行政長官批示，除了上述維生必需的公司或場所繼續正常運營之外，其他從事工商業活動的公司或場所在遵守衛生當局的防疫指引要求的前提下可有限度運營，但托兒所、購物中心內不具有直接通往公共道路的出入口的店舖，以及樓宇的室內裝修工程仍須暫停營運。

### 維持“靜止”期間防疫措施
因維持社會必要運作及居民生活所需而正常運營，以及符合衛生當局的防疫要求而有限度運營的公司、實體及場所在提供服務時，須限制接待的人數，保持人員之間的距離，要求人員掃描澳門健康碼“場所二維碼”。行政長官批示還要求所有人員繼續留在住所，但因工作、購物，又或其他緊急或必要的原因需外出者除外；人員外出時不能聚集且須佩戴口罩，成年人須佩戴KN95或以上標準的口罩，未成年人不具備條件時可佩戴其他標準的口罩。

### 公佈“防控鞏固期”期間工作場所防疫指引
按澳門最新疫情發展，將於2022年7月23日可進入鞏固期，應變協調中心公佈防控鞏固期工作場所減少傳播風險措施的指引。
- 對於屬維持社會必要運作所需的服務的公司或實體及維持居民生活所需的場所者，或主管實體特別批准者，繼續運作時對服務安排和工作人員管理應特別遵守措施：包括進行核酸檢測、減少聚集、陽性人士禁止上班、鼓勵員工使用私人車輛並避免使用公共交通工具等。
- 而不屬維持社會必要運作所需的服務的公司或實體及維持居民生活所需的場所者或上條所指的特定場所，除上述要求外，還應在恢復運作前對環境和物件進行一次徹底的清潔消毒，尤其是經常被觸摸的表面及物件，進食時雖安排合適社交距離，如屬私立補充教學輔助中心及私立教育機構（持續教育），則只可透過線上提供服務。
- 若工作團隊、工作空間內有任何人出現病毒核酸檢測陽性個案，該陽性個案(檢測到陽性前2天或最後一次檢測陰性後)曾到過場所，有關場所應暫停運作，有關人員應留在原位、上班或外出，直至當局的指示。倘場所無法暫停運作，例如基本服務機構，應採取各項減少傳播風險的嚴格措施，包括要求工作人員每天接受抗原和核酸檢測。

### 有限度開放室外市政設施供散步
由2022年7月23日開始，澳門本輪疫情進入“鞏固期”，為舒緩長期留在住所的壓力，市政署將有限度開放水塘及松山步行徑、路氹兩條單車徑，僅供市民休閒散步。市政署呼籲市民錯峰使用，並在必要時實施限制人流措施，避免人群聚集。步行徑及單車徑的開放時間為每日早上7時至晚上12時，散步的居民須嚴格遵守衛生防疫指引及措施，全程佩戴KN95或以上規格的口罩，進場時須掃瞄場所碼並接受體溫測量，健康碼須為綠碼。由於外出的市民仍需要佩戴KN95或以上規格的口罩，為保障市民的身體健康，市政署將根據衛生當局的指引，市民在步行徑及單車徑可以散步，不能進行跑步、踩單車等劇烈運作。
由2022年7月30日開始的三天“鞏固期”內進一步開放公園、休憩區及路氹的行山徑，提供更多場地讓市民休閒散步、舒展身心，但場內的兒童遊樂區、健身器材及涼亭等設施仍圍封，避免引起人員聚集。使用綠化休憩場所的市民應遵守衛生當局的防疫指引，帶好符合標準的口罩，保持適當社交距離，不進行跑步、踩單車等劇烈運動。市民進入公園需要測量體溫，出示綠色健康碼並作行程記錄。

### 16個遛狗區按防疫要求作開放
由2022年7月23日開始的“鞏固期”內，市政署將開放16個具獨立出入口的遛狗區，市民在遵守防疫要求的前提下可外出放狗，開放時間為每日早上7時至晚上12時，使用人士須嚴格遵守衛生防疫指引及措施，全程佩戴KN95或以上規格的口罩，進場時須掃瞄場所碼，並接受體溫測量，且健康碼須為綠碼。市政署將按現場狀況實施限制人流和避免人群聚集的措施，並加派人員駐場定時對場內設施進行清潔消毒。

### “鞏固期”內公共交通服務安排
2022年7月23日起，澳門進入「防控鞏固期」，逾83條巴士線路能恢復正常運作，2條日間常規路線和3條特班車路線暫停營運。同時，各個主要地盤陸續復工，交通事務局在上下班尖峰時段臨時開辦5條特班車路線，往返澳門半島及離島各個主要地盤，以作輔助疏導及減少人流聚集。澳門輕軌氹仔線恢復服務，每日於早上6時30分至晚上11時15分營運，列車班次約13分鐘一班，日均約150班次。另外，臨時提督街市專線巴士恢復營運，為配合防疫，專線將不設企位，而當車廂滿座時不再上客，將載客率限制於六成以內。同時，每名乘客均須佩戴KN95口罩，上車時須主動出示當日有效的綠色健康碼。

### 適當放寬部分“鞏固期”內防疫措施
7月28日疫情記者會上，應變協調中心表示，隨着疫情逐步放緩，只要本澳的感染個案持續保持低個案數字及感染源頭明確等，在延長「鞏固期」（7月30日零時至8月2日零時）內當局計劃按部就班開展以下工作：
- 逐漸放寬佩戴口罩的標準，例如在戶外可佩戴外科口罩或以上規格的口罩；
- 更多場所可以逐漸恢復營運，例如購物中心內的商舖（不具通向公共道路門口的商舖）、室內裝修工程等；
- 倘若有市民預約公營醫療門診的時間已過，衛生當局會主動聯絡受影響的市民或家長，重新安排預約時間。

7月29日，行政長官於《澳門特別行政區公報》頒佈第137/2022號行政長官批示，自2022年7月30日零時至8月2日零時，延長三天“鞏固期”，並對部分防疫措施作出調整，當中包括購物中心內的所有店鋪，以及樓宇的室內裝修工程，在遵守衛生當局防疫指引要求的前提下可有限度運營，人員外出時可佩戴外科口罩或更高標準的口罩。此外，第102/2022號行政長官批示所規定在7月30日至8月1日期間，理髮店在遵守衛生當局防疫指引的前提下可有限度運營。其他公共場所維持關閉，餐廳、飲料及飲食場所繼續只能提供外賣，不能堂食。

### “鞏固期”內執法情況
- 7月23日凌晨零時至下午三時，各部門共進行469次勸喻工作。此外，有一宗違反《傳染病防治法》而被檢控的案件。[33]
- 8月1日，警方接獲兩宗違反《傳染病防治法》的案件，包括一宗性騷擾案和一宗無牌酒吧案。[49][50]

## “穩定期”期間相關措施
2022年8月1日，澳門疫情於8月2日0時起至8月7日進入“疫情穩定期”，同時不再發放新聞稿公布數字。

### 解除禁止堂食等防疫措施
8月1日上午，行政長官頒佈批示，自2022年8月2日起，解除關閉美容院、健身院、酒吧等場所以及餐飲場所不能堂食的措施。人員外出需佩戴口罩及在餐飲場所進食需出示三天內核酸採樣證明等要求，將透過衛生當局的指引作出。鑒於澳門已經連續九天沒有社區感染個案，且第十四輪全民核酸檢測結果皆為陰性，新型冠狀病毒傳播的風險大幅降低，《澳門特別行政區公報》頒佈第139/2022號行政長官批示，自2022年8月2日零時起，解除第102/2022號行政長官批示關閉電影院、戲院、室內遊樂場、遊戲機及電子遊戲室、網吧、桌球室、保齡球場、蒸汽浴室、按摩院、美容院、健身院、健康俱樂部、“卡拉OK”場所、酒吧、夜總會、的士高、舞廳、歌舞廳、理髮店及向公眾開放的泳池，以及餐廳、飲料及飲食場所只能提供外賣不能堂食的措施。衛生當局會透過指引的方式，要求所有人員外出時佩戴口罩，以及餐飲、酒吧、美容、健身等場所在提供服務時須要求顧客出示三天內核酸採樣證明。特區政府感謝廣大市民自6月18日出現疫情後對各項防疫措施的理解、支持和配合，希望大家共同努力，維護好“動態清零”的防疫局面。

### 受資助社會服務設施運作安排
社會工作局公佈，因應本澳將於8月2日進入疫情防控的「穩定期」，受資助的社會服務設施/計劃在保障服務使用者，尤其幼兒、長者及殘疾人士的健康及安全的前提下，自8月2日起以循序漸進的方式逐步恢復營運。應急及支援服務（包括生命熱線、平安通、家居照護、社區精神康復、手語翻譯、愛心護送/復康巴士等服務）維持正常運作。開展友善服務，為有實際需要的服務使用者提供基本的照顧服務。有關設施可視本身的情況和條件，最早由8月2日開始提供服務。首7天（8月2日至8日）服務名額上限為原有的50%；倘無特別情況，其後7天（8月9日至15日）服務名額上限可增至原有的75%。服務使用者、員工和其他訪客在進入設施時，須出示當天自我快速抗原檢測結果為陰性的證明，以及自採樣日起計三天內有效且結果為陰性的核酸檢測證明。首7天（8月2日至8日）繼續暫停運作。倘無特別情況，其後7天（8月9日至15日）恢復正常運作。服務使用者、員工和其他訪客在進入設施時，須出示當天自我快速抗原檢測結果為陰性的證明，以及自採樣日起計三天內有效且結果為陰性的核酸檢測證明。有關社會服務設施在8月16日及續後的運作安排，將會視乎本澳的情況再作公佈。市民倘有需要，可向所屬設施查詢其運作安排。

### 補習社及教育中心8月2日起可逐步恢復運作
根據《澳門特別行政區公報》頒佈第139/2022號行政長官批示，以及衛生局疾病預防及控制中心於2022年8月1日發出《本地疫情防控穩定期工作場所減少傳播風險的措施》技術指引。在嚴格遵從相關指引的防疫措施下，由8月2日起本澳的私立補充教育輔助中心及私立教育機構（持續教育）（俗稱“補習社和教育中心”）可逐步恢復運作。教青局提醒上述機構，必須嚴格遵守指引中的各項規定，包括須要求顧客或服務使用者提供採樣日起計3日內（即接受服務當日或過去2天內採樣）的核酸檢測採樣證明或陰性結果證明，運作中場所服務安排的管理要求、用膳時應採取的措施，以及工作人員的特定核酸檢測要求等。機構須加強管理，以確保運作符合特區政府的防疫措施，保障學童及工作人員的健康。

### “穩定期”內公共交通服務安排
8月2日起，除71S路線維持停駛外，71路線維持於尖峰時段營運，其餘2條日間常規路線和2條特班車路線恢復營運，5條臨時增設的尖峰時段特班車路線維持營運，以輔助疏導及減少人流聚集。

## “防疫常態化”期間相關防疫措施
2022年8月8日，澳門將恢復「防疫常態化」，目前進入特定場所如食肆、補習社、托兒所等的核檢要求將解除。除了重點工作人群須定期進行核酸檢測之外，其他人士包括現時的離家工作人群和重點人群，都不需要再進行核檢。

## 社工局設專門預案支援封控區獨居長者
2022年6月24日下午疫情記者會上，衛生局傳染病防控處處長梁亦好引述社會工作局表示，社工局設有專門預案支援封控區獨居長者，透過資料庫檢視獨居長者名單，評估他們需要。通過排查，目前封控區內有共20多名獨居及兩老家庭，均能自行及在親友支援下在封控區內生活，強調政府對有關長者會提供特別關注，包括熱食、心理、醫護等協助。當局正協助一名長者到醫療場所接受服務。

## 增加臨時收容設施
2022年6月19日，社會工作局宣佈為配合防疫需要，當局委托澳門明愛運作的位於青洲坊大廈內的匯應臨時收容中心於6月19日下午6時起對外開放，為有臨時住宿需要的人士提供臨時收容服務。當局呼籲市民大眾及有關人士，倘有條件應先請親友提供協助，將有限資源留給最有需要的人士。同時呼籲僱主，應為有臨時住宿需要的外僱提供協助，齊心協力應對疫情，共渡時艱。開放時間為每天傍晚6時至翌日早上8時，其他時間需要進行仔細清潔消毒。
2022年8月4日，隨著澳門和珠海恢復正常通關，疫情形勢持續穩定，位於青洲東街34號青洲坊大廈E1的匯應臨時收容中心，將於2022年8月5日上午8時起停止對外開放。匯應臨時收容中心自2022年6月19日至8月3日，累計共有6,223人次入住（男性5,103人次，女性1,120人次），平均每天入住人數約138人，最高入住人數為204人。

## 學校停課安排
關於澳門各大專院校、中學、小學、幼稚園、幼兒園和特殊學校上課安排，教育及青年發展局已經公佈的訊息如下︰
- 2022年6月19日早上，教育及青年發展局宣佈高等院校及非高等教育學校由即日起，必須暫停所有教育活動，直至另行通知[60]。
- 2022年6月19日下午，教青局局長龔志明表示，停課時間要視乎疫情發展和全民核檢結果。他指出，全民核檢需使用不少學校場地，以及教職員提供協助，為配合核檢工作，最少未來 3至 4天繼續停課，或很大機會延續至1週，並強調復課需以安全為最大考慮[61]。

對於學校停課影響學生期未考試，6月21日，教青局非高等教育廳廳長張子軒於防疫記者會回應記者時表示，對未能恢復回校面授，將視乎需要和具體情況作研判，他強調會以學生安全為考慮，若未有足夠時間開展餘下課程，將考慮按照學生日常表現，作為學生的成績依據，讓學生有整體分數，教青局會同學校進一步溝通有關安排。
2022年6月22日，教青局局長龔志明在防疫記者會上宣佈即日起提早結束2021/2022學年。在非高等教育方面，鑒於學校普遍已實施多元方式評核，故現階段提前結束學年對形成學生的學年成績影響不大。建議學校遵從公平原則、不因疫情影響成績，並按照學生已有的學習表現和形成性評核情況，作為匯總學年成績的評核依據，宜鬆不宜緊。本局已同步致函各學校提供相關操作指引，以讓學校根據校本的情況作出相關安排。在高等教育方面，2021/2022學年大部分高等教育課程的教學活動已完結，而對於目前面授教學尚未結束的課程，高等院校可因應實際情況改以線上方式進行，請學生留意所屬院校之公佈及通知。

## 各轄下政府部門相關安排
政府部門轄下部門相關安排包括關閉市政公園、自由波地、室內場館等所有大型室內或室外公共場所暫停開放，部分設施採取圍封，所有政府部門之間暫停舉辦對外或對內大型活動，醫院、院舍和監獄等暫停對外服務和探訪。
2022年6月21日，行政長官頒佈第100/2022號行政長官批示，決定於2022年6月22日至24日繼續關閉澳門特別行政區提供非緊急服務的公共部門。
2022年6月26日，行政長官於《澳門特別行政區公報》頒佈第104/2022號行政長官批示，規定在2022年6月27日至7月1日期間，繼續關閉澳門特別行政區的公共部門，但提供緊急及必需服務的部門除外。另外，有關規定不影響公共部門的領導因應支援防疫或其他符合公共利益的原因而安排公共行政工作人員上班或提供服務。上述行政長官批示自2022年6月27日起生效。
2022年7月3日，行政公職局宣佈2022年7月4日至8日期間，公共部門將提供有限度對外服務。為最大程度避免人員聚集，減低病毒感染的風險，市民應事先透過網上或電話預約申請有關服務。傳閱公函要求公共部門領導應以最少人員維持部門有限度對外提供公眾服務為原則，因應各部門的工作情況、工作環境及人員感染病毒的風險，安排工作人員在家辦公或於不同時段上班。公共部門領導應考慮工作人員的身體狀況及照顧家中長者幼兒等特殊需要，對該等工作人員的上班作適當安排。此外，部門領導應避免安排健康碼為黃碼的工作人員前往部門上班。根據公職局的傳閱公函，未獲安排返回部門或其他地點工作的人員，根據公職法律的規定視為合理缺勤，但須履行應有義務，包括參與抗疫支援等工作，如非緊急或必要的情況，應留在住所避免外出。
2022年7月10日，根據第116/2022號行政長官批示，自2022年7月11日至17日關閉公共部門，但向公眾提供緊急及必需服務的部門除外。另外，有關規定不影響公共部門領導因應本身工作需要、支援防疫或其他符合公共利益的原因而安排公共行政工作人員上班或提供服務。
2022年7月16日，根據第119/2022號行政長官批示，2022年7月18日零時至23日零時暫停所有非居民生活所需的從事工商業活動的公司和場所的運作，為配合特區政府的整體防疫政策，公共部門在此期間僅提供緊急服務。《澳門特別行政區公報》於7月17日頒佈第120/2022號行政長官批示，自2022年7月18日至22日關閉公共部門，但向公眾提供緊急及必需服務的部門除外。另外，有關規定不影響公共部門領導因應本身工作需要、支援防疫或其他符合公共利益的原因而安排公共行政工作人員上班或提供服務。
2022年7月23日至29日，為貫徹特區政府的疫情防控方針，同時兼顧公眾急需的公共服務，特區政府決定於疫情防控鞏固期內，公共部門將提供有限度的對外服務。為最大程度避免人員聚集，減低病毒感染的風險，市民應事先透過網上或電話預約申請有關服務。
2022年7月30日至8月1日，行政公職局表示，為貫徹特區政府的疫情防控方針，同時兼顧公眾急需的公共服務，特區政府決定疫情防控「鞏固期」內，公共部門將繼續提供有限度的對外服務。為最大程度避免人員聚集，減低病毒感染的風險，市民應事先透過網上或電話預約申請有關服務。
2022年8月2日，行政公職局宣佈，鑒於澳門已經連續九天沒有社區感染個案，且第十四輪全民核酸檢測結果皆為陰性，新型冠狀病毒傳播的風險大幅降低，行政公職局於今日向所有公共部門發出傳閱公函，要求公共部門從8月2日起恢復正常運作。行政公職局的傳閱公函要求公共部門在恢復正常運作後，應儘可能採取網上、電話預約或其他分流措施，以及落實佩戴口罩、檢查健康碼、保持社交距離等防疫措施，並應確保及核查為部門提供服務的清潔、保安、物業管理等人員按衛生當局的指引進行核酸檢測，以及採取措施遵守衛生當局為公共機構及設施發出的防疫指引。

### 行務法務司轄下政府部門
- 市政署宣佈轄下公園及休憩區、自由波地、各區活動中心、室內設施及展覽場館等由六月十九日起暫停對外開放[72]。一般對外公共服務點暫停辦公，維持食品檢疫、活動物檢疫及零售犬貓食品檢疫等服務[73]。8月2日起進入“穩定期”，市政署將會開放全部兒童遊樂區、戶外健身器材、燒烤區、自由波地以及室內活動中心等設施。[74]

### 經濟財政司轄下政府部門
- 勞工事務局宣佈為配合疫情防控工作，由六月十九日起帶津培訓課程、進修培訓課程、職業技能測試、職安健課程，考試(包括建築業職安卡等) ，職安健講座，以及其他各項就業配對活動及工作坊暫停進行，並會以短訊方式通知相關參與人士，上述活動的復辦安排將另行公佈。原已報讀建築業職安卡（重温）課程或公開考試的巿民，因停課措施而延誤的建築業職安卡續期不視為逾期[75]。
- 澳門金融管理局宣佈聘請兩名金融資訊科技範疇助理技術員（開考編號：001/2022）”的開考延期[76]。
- 經濟及科技發展局公佈所有基本服務暫停，維持進出口准照及產地來源證申請緊急服務[77]。
- 旅遊局宣佈暫停“澳人食住遊”本地遊行程，大賽車博物館及利斯大廈包括建築物內的旅客詢問處和展覽廳暫停對外開放[78]。 另外取消於6月20日舉辦之“星級旅遊服務認可計劃”餐飲界別監督期評審準則說明會，以及於6月21日舉行之“第10屆澳門國際旅遊（產業）博覽會”記者招待會[79]。
- 貿易投資促進局宣佈與廣東省商務廳共同主辦的“2022粵澳名優商品展”將延期舉辦，具體日期稍後公佈[80]。

### 社會文化司轄下政府部門
- 衛生局宣佈暫停仁伯爵綜合醫院所有探病時間，專科門診服務暫停，各衛生中心或站每日上午9時至下午1時只維持提供護理服務，門診服務、公務員體檢中心均暫停；捐血中心維持捐血服務，需持當天快速抗原檢測和申報陰性證明程序。疫苗接種方面只維持綜藝館社區大型疫苗接種站和湖畔嘉模衛生中心服務[81]。
- 體育局宣佈由6月19日起轄下所有體育設施暫停開放。所有體育活動包括6月19日舉行的親子運動日、閉環管理演練測試賽、及同日起進行的大眾體育健身興趣班報名工作及課程，青少年體育學校課程，以及各體育總會的集訓、培訓班及賽事等活動亦暫停舉行[82]。7月1日，體育局宣佈為配合特區政府疫情防控工作，原訂於7月10日舉行的“2022夏日競技嘉年華”將延期舉行，有關活動的舉行日期將另行公佈[83]。2022年8月1日，體育局起恢復開放轄下體育設施（鮑思高體育中心 - 游泳池及氹仔東北體育中心除外），在 “穩定期”內進入體育局轄下的體育設施時須提供採樣日起計 3 日內（即使用設施當日或過去 2 天內採樣）的核酸檢測採樣證明或陰性結果證明，進場時須妥善佩戴口罩、進行體溫測量、提交當天的“澳門健康碼” 及掃瞄“行程記錄二維碼”；限制體育設施的入場人數，以避免人群過度密集；並加強各體育設施的消毒清潔工作。[84]
- 社會工作局宣佈全澳所有受資助托兒所、日間護理和社區設施等由六月十九日起暫停運作，長者和康復院舍亦停止接受訪客探訪[85]。6月22日，社工局宣佈當局聯同多個團體原定6月26日假澳門聖保祿學校禮堂合辦的2022國際禁毒日系列活動——“抗毒一叮”才藝大比拼決賽，因應疫情影響延期進行，活動日期並將另行通知[86]。
- 文化局宣佈轄下文化場館關閉，暫停舉行各項藝文活動，包括博物館、公共圖書館、演藝、文化遺產、文化創意產業等各類型活動。公共圖書館原還書期限將相應延長，市民毋須急於歸還圖書資料。各文化場館重新開放時間另行通知，藝文活動後續安排將再作公佈[87]。6月28日，文化局宣佈因疫情影響，原訂於7月9日至10日舉行的“hush! 夏日音樂會”將延期舉行，“hush! 300秒”短片比賽之收件期亦將相應延長，並暫緩舉行“hush! 市集”攤位解釋會。上述相關活動的舉行日期將另行公佈[88]。文化局轄下文化場館於8月2日起恢復陸續開放，部分文化場地於8月3日起恢復借用，轄下各所澳門公共圖書館將於8月2日起恢復開放，為做好防疫工作，開放區域可提供的座位數量為平常時的一半，同時實施多項人流管制安排，控制入館人次上限，公共圖書館原還書期限將延長至8月8日，市民可分散時段辦理歸還圖書資料事宜。。此外，望廈山房、舊法院大樓地面層、澳門當代藝術中心．海事工房1號及2號等現階段作為核檢站，暫不對外開放，而龍環葡韻生活館、鄭觀應紀念館及葉挺將軍故居因需進行工程，同樣暫停開放。[89]
- 教育及青年發展局宣佈原定6月19日上午9時至下午6時在澳門綜藝館社區大型疫苗接種站進行的學童接種日暫停。教青局轄下各中心、青少年愛國愛澳教育基地、家國情懷館、青年旅舍、青少年展藝館、中葡職業技術學校體育館以及各自修室暫停對外開放[90]。7月4日，教青局宣佈2022暑期活動所有於7月31日或之前開課的班別取消舉行。至於8月開課的班別，將視乎疫情發展作動態研判，有關安排將提前通知[91]。7月17日，教育及青年發展局宣佈與體育局合辦的2022暑期活動全部班別取消舉行。主辦單位將透過電話短訊通知退款事宜，有關退款程序處理需時，敬請市民理解。[92]
- 澳門大學宣佈校區由六月十九日起暫停對外開放，也暫停所有教育活動[93]。
- 旅遊局宣佈原定於7月8至10日舉行之“第10屆澳門國際旅遊（產業）博覽會”延期舉辦[94]。

### 保安司轄下政府部門
- 消防局宣佈消防博物館暫停對外開放[95]；澳門保安部隊博物館即日起暫停開放[96]。
- 懲教管理局宣佈暫停所有非緊急的對外服務包括監獄、少年感化院和中華廣場8樓A座服務諮詢中心[97]。
- 第三十屆澳門保安部隊保安學員培訓課程延期開課[98]。第三十一屆澳門保安部隊保安學員培訓課程常識測試的日期（2022年6月25日及6月26日）需要延期，具體更改日期另外通知[99]。
- 治安警察局包括出入境對外服務、交通對外服務維持有限度服務，只能於指定地點進行處理[100]
- 司警報案及緊急行動中心維持無間斷服務，報到室保持運作。而原定於上述期間到司警局協助調查（錄口供）或親子鑑定之預約將取消，更改時間於辦公日另作通知[101]

### 運輸工務司轄下政府部門
- 交通事務局公佈駕駛學習暨考試中心及學習場地、臨時重型貨車駕駛學習暨考試中心及學習場地由六月十九日起暫停對外開放[102]；暫停所有對外服務，包括驗車中心、駕考中心，所有驗車和駕駛考試將會延期。6月21及22日舉行之的士駕駛員專門培訓課程及6月22日舉行之的士駕駛員證考試將延期舉行[103]。7月29日起有限度恢復摩托車實習教學，根據防疫政策的調整，局方將於8月2日（周二）起有限度恢復開放永久駕駛學習暨考試中心轄下輕型汽車及重型汽車的練習場地供實習教學之用。而為免人群聚集，所有類別的場內實習教學均須透過「網上預約系統」預約進行；駕駛實習測驗8月8日起恢復。[104]
- 海事及水務局宣佈海事博物館由6月19日起暫停開放[105]；同時竹灣和黑沙兩個海灘懸掛了代表“不適宜游泳”的黃旗。局方呼籲市民旅客配合特區政府的防疫措施，勿前往黑沙海灘和竹灣海灘休憩，以避免人群聚集，並應盡量留在家中、減少不必要的外出[106]。7月30日，因放寬部分防疫措施，海事及水防局恢復開放黑沙海灘和竹灣海灘，但仍禁止在海灘內游泳及進行水上活動。進入海灘內散步和舒展身心的市民，須遵守衛生當局的防疫指引，包括全程戴好符合防疫標準的口罩、保持適當社交距離、避免人群聚集和不得進行劇烈運動等。海灘內禁止游泳及所有水上活動，並會懸掛代表“禁止下水”的紅旗。[107]8月2日，進入防疫“穩定期”，黑沙海灘和竹灣海灘於8月2日可恢復游泳及進行水上活動。海事局呼籲前往海灘的市民佩戴好口罩、保持社交距離和避免人群聚集。局方提醒到海灘活動的市民須遵守衛生局最新的防疫指引，在游泳及進行水上活動期間可摘除口罩，但須保持社交距離。在完成游泳或水上活動後，應及時佩戴外科口罩或以上標準的口罩，且儘量減少摘除口罩活動的時間。[108]
- 郵電局宣佈通訊博物館由六月十九日起暫停開放[109]，“聖若翰節”新郵品延期發行 [110]。郵差由6月20日起未能進入該區域執行郵件及包裹通知單的派遞工作，郵電局將保存相關郵件，並將於解除封閉措施後，儘快恢復該區域之派遞工作。另外，特快專遞郵件的收件人亦會獲郵電局短訊通知，收件人可待解除封閉措施後，要求郵電局再次安排上門的派遞服務[111]。郵電局宣佈6月26日起恢復特快專遞派遞，免除收件人（個人客戶）簽署，並於派遞郵件後記錄派遞情況。因應政府封管措施，郵差未能進入一些被封控的區域及場所進行正常派遞，郵電局將保存相關郵件，並將於解除封閉措施後，儘快恢復該區域及場所之派遞工作[112]。7月8日，因黑沙環郵政分局（地址：澳門祐漢新村第一街37號）於7月7日被列入防範區（黃碼區），即日起暫停營業至另行通知[113]。
- 環境保護局宣佈當局推出的“電子及電器設備回收計劃”的所有回收服務（包括預約上門回收、流動回收車、所有流動回收點及固定回收點）、七個環保加Fun站、乾淨回收街站、環保Fun回收站點由即日（6月19日）起暫停運作，轄下各環保基建設施的參觀活動亦會暫停，直至另行通知[114]。

### 其他轄下政府或非政府部門
- 澳門生產力暨科技轉移中心由 6月19日起暫停開放，所有培訓課程及活動同時暫停[115]。
- 澳門都市更新股份有限公司宣佈由 6月19日起位於望廈社屋望德樓內的暫住房示範單位暫停開放[116]。
- 6月19日，澳門基金會呼籲所有受資助者由即日起暫停或延期舉辦所有由澳基會資助的活動[117]。
- 澳門科學館由 6月19日起暫停開放[118]。

## 銀行及保險營業網點安排
2022年6月19日，澳門金融管理局與澳門銀行公會及澳門保險公會協調溝通後，澳門所有銀行及保險機構的營業網點於2022年6月20日及21日（周一、周二）暫停對外服務。2022年6月21日，澳門金融管理局與銀行公會及保險公會協調溝通後，澳門所有銀行及保險機構的營業網點於2022年6月22日至24日（周三至周五）繼續暫停對外服務。
2022年6月26日，因應政府部門暫停非必要及非緊急服務，澳門金融管理局經與銀行公會及保險公會協調溝通後，澳門所有銀行及保險機構的營業網點，於2022年6月27日至7月1日（週一至週五）繼續暫停對外服務。
2022年7月3日，澳門金融管理局已與銀行公會及保險公會溝通，協調金融機構於2022年7月4日至8日期間，維持有限度運作，向公眾提供必要的金融服務。銀行由2022年7月4日起，將開放部分營業點，營業時間調整為早上10時至下午4時。各保險公司及退休基金管理公司將維持基本對外服務，其中部分公司可能採取輪班或遠程辦公方式提供服務。銀行開放的營業點及提供的服務，以及保險公司的具體服務安排，可聯絡相關金融機構查詢。
2022年7月11至18日，因應「相對靜止管理」措施，金融管理局也會與銀行公會協調，暫停開放所有對外營業網點，但會維持社會運作的必要服務，維繫澳門金融體系穩定。金融機構並提供緊急服務熱線，有急切需要的市民和商戶可於機構辦公時間致電聯絡。
2022年7月18至22日，因應「相對靜止管理」措施延長，所有金融機構繼續暫停開放所有對外營業網點，但會維持社會運作的必要服務，維繫澳門金融體系穩定。金融機構並提供緊急服務熱線，有急切需要的市民和商戶可於機構辦公時間致電聯絡。
2022年7月25日至29日，金融機構部份營業網點維持有限度運作，向公眾提供必要的金融服務。銀行由2022年7月25日起，將開放部份營業點，營業時間調整為中午12時至下午5時。保險公司及退休基金管理公司將提供有限度服務，及以預約方式協助客戶處理業務。公眾可聯絡各金融機構，查詢下週開放的營業網點及所提供的服務。金管局將繼續安排人員維持本地貨幣市場、各支付結算系統及票據清分服務的運作，以支持金融機構向公眾提供金融服務。此外，金管局位於東曦閣的保險中介人服務櫃檯將提供有限度服務，供已獲審批的牌照申請人預約領取牌照，新申請及續期將繼續暫停；而2022年6月至8月到期的保險中介人牌照有效期已自動延期至9月30日，中介人毋需急於前往續期。
2022年8月2日，隨著澳門進入防疫「穩定期」，澳門金融管理局經與銀行公會及保險公會溝通，所有金融機構將全面恢復正常開放及營運。金管局亦於同日恢復正常運作。2022年6月至8月到期的保險中介人牌照有效期，已自動延期至9月30日，有關牌照持有人如已滿足持續專業培訓時數，金管局將批量處理續期事宜，中介人無需親身前往東曦閣的保險中介人服務櫃檯領取牌照，具體安排將於稍後另行通知。

## 立法會全體會議安排
2022年7月21日，澳門立法會首次因疫情關係以視像形式舉行全體會議，審議具緊急性的財政預算修訂案，以便動用351億多澳門元超額儲備應付政府支出及新一輪經援措施。此外，議程還包括一般性討論及表決修改《傳染病防治法》的“傳染病表”附件，以將猴痘列入法定傳染病；以及細則性討論及表決《通訊截取及保障法律制度》法案。立法會主席高開賢在會議開始時表示，由於疫情關係，今日全體會議透過視像形式舉行，是立法會的首次。為確保會議的公開性，立法會網站提供直播連結，觀眾亦可透過澳廣視、澳門有線電線收看直播。他提醒議員要求發言時先按舉手鍵；投票時先選擇投票意向後再按提交鍵，才能完成投票。由於視像會議音效與現場有時差，他希望議員發言時速度稍慢，以便翻譯。

## 外部連結
- 新型冠狀病毒感染應變協調中心疫情專頁 （页面存档备份，存于）